# Этнокультурный туризм

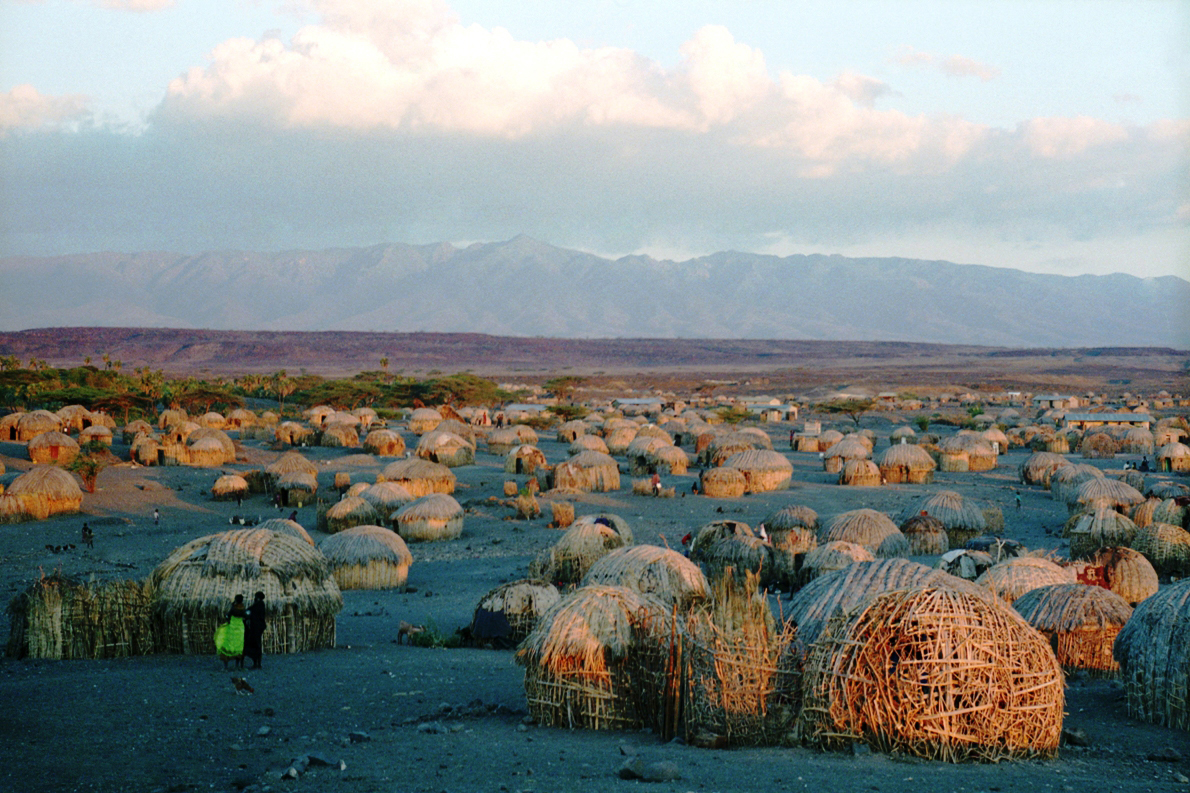
Жилища МОСАРЕТУ (Лойянгалани, Кения)

Этнокультурный туризм (англ. ethnocultural tourism) — одно из направлений современного туризма, включающее в себя этнический, этнографический, эколого-этнографический, антропологический (туризм образа жизни), этнопознавательный и ностальгический туризм. К этой же категории можно отнести аборигенный туризм и джайлоо-туризм.
Этнический туризм (англ. ethnic tourism) часто называют музейным, так как считается, что национальная самобытность сохранилась лишь в тех местах, которые по своей сути являются музеями открытого плана — деревни, этнографические комплексы и т. д.. Может быть интересен для любой категории туристов: иностранцам и местным жителям; молодёжи, интересующейся историей, традициями, бытом предков, и людям старшего возраста.

Этнографический туризм (англ. ethnographic tourism) — разновидность культурно-познавательного туризма, связанная с посещением объектов традиционных культур, этнографических деревень, включающая знакомства с этническими традициями и промыслами. Главная функция этнографического туризма — культурная, её суть заключается в сохранении традиций и передачи их будущим поколениям (что особенно важно для малочисленных народностей), формировании национального самосознания, а также в ознакомлении с традициями этноса широких масс. 

Эколого-этнографический туризм (англ. ecological and ethnographic tourism) — путешествия в районы с традиционными формами хозяйства для изучения и содействия в сохранении этнографического наследия территории, с соблюдением природоохранных норм, местных законов и обычаев. 

Аборигенный (туземный) туризм (англ. aboriginal, indigenous tourism) — разновидность этнотуризма, определяющая главной целью — знакомство с «экзотическими» народами («экзотические» в данном контексте — проживающие в отдалённых от места проживания туриста районах), а также посещение сообществ с первобытной культурой. При этом виде туризма коренные народы непосредственно вовлечены в организацию туристической индустрии. Экскурсионная программа проводится аборигенами, туристы посещают деревни, знакомятся с местной историей, культурой и традициями.

Различие этнического и аборигенного туризма в том, что первый основан на интересе к жизни народов, в данный момент проживающих на какой-либо определённой территории, а второй предполагает знакомство с коренным народом, изначально и до сих пор проживающим на данной территории (лат. aborigine — от начала).

Джайлоо-туризм (англ. jailoo tourism) — путешествие в населённые коренными народами труднодоступные места, не тронутые цивилизацией, где зачастую нет электричества и мобильной связи. Название происходит от киргизского слова «жайлоо», означающего альпийский луг, горное пастбище. Джайлоо-туризм зародился в Киргизии в конце 1990-х годов, когда местному туроператору пришло в голову предложить туристам из западных стран пожить некоторое время в юртах жизнью горного чабана.

Антропологический туризм (англ. anthropological tourism) предполагает знакомство с культурой исчезнувших или находящихся на грани исчезновения этнических общностей, посещение стран, на территории которых они проживали, или проживают в настоящее время; последнее можно отнести к тем разновидностям этнокультурного туризма, где пересекаются два его подвида: аборигенный и антропологический туризм.

Этнопознавательный туризм (англ. cognitive-ethnic tourism) — путешествия с целью комплексного изучения этнических культур в исторической ретроспективе, где мотивацией выступает интерес к истории, археологии, этнографическому наследию, образу жизни населения соответствующих территорий. Важную роль в этнопознавательном туризме играют культурные ландшафты.

Ностальгический туризм (англ. nostalgic tourism) предполагает посещение людьми мест своего исторического проживания. Во многом перекликается с этническим туризмом.

Этносоциальный туризм (англ. ethnosocial tourism) — путешествие, включающее знакомство с бытом и укладом жизни народов, населяющих рекреационную территорию, организованное на современном уровне.
Этногеография — наука, представляющая интерес для разработки теоретических и практических основ этнокультурного туризма. Значительное влияние на развитие этнографических исследований оказали труды Н. Н. Миклухо-Маклая, Н. Н. Чебоксарова, Б. В. Андрианова, В. В. Покшишевского.

## Разногласия в определении
В последнее время появляется много работ, где описано большое количество определений разновидностей этнического туризма. Однако до сих пор нет единого мнения, что следует понимать под этим названием, поэтому зачастую этнотуризмом считают один конкретный его вид.
На примере анализа предложений отечественных турфирм, занимающихся этнографическим туризмом, видно, что диапазон представленных туристских продуктов гораздо шире рамок дефиниции названного вида туризма. Тем не менее организаторы предпочитают пользоваться узким определением «этнографический туризм», реже — более предпочтительным термином «этнический туризм», при этом избегая более объемных формулировок.
В частности, официальные документы, регулирующие развитие туристской сферы в России, не употребляют термин «этнокультурный туризм».
В советское время термин «этнический туризм» не использовался, его заменяло понятие «этнографический туризм», которое и сейчас употребимо в научной среде. В иностранной литературе этнический туризм отделяется от культурного и исторического.

## Исторически сложившееся предпосылки
Интерес к знаниям об этническом разнообразии населения земного шара, попытки ознакомления с другими культурно-антропологическими сообществами людей ознаменовали себя ещё в первобытную эпоху. В дальнейшем, посредством эволюции общества, объёмы эмпирических данных в этнологии возрастали. Представления об этнических различиях были присущи мировосприятию человека с незапамятных времён.
Противопоставление своей общности другим группам стало началом зарождавшейся идентичности. Однако накоплению объективных знаний этнического характера препятствовал этноцентризм, о чём свидетельствуют этнонимы многих народов мира, которые дословно переводятся как «люди», «настоящие люди» и даже «самые настоящие люди».

## Мировой опыт организации этнокультурного туризма

### Африка
Континент располагает неисчерпаемыми возможностями, но частые военные конфликты отталкивают туристов, играя отрицательную роль. Для стран Тропической Африки этнокультурный туризм — приоритетная отрасль специализации. Многие, популярные у туристов этнические группы, стараются придерживаться обычаев и традиций, несмотря на улучшения материального благосостояния жителей. Но процесс этнокультурной интеграции не останавливаясь, двигается вперёд, что наталкивает на мысль о едва ли не последней возможности для туристов убедиться в уникальности уходящих культурных традиций.

### Латинская Америка
Индейское наследие стран Карибского бассейна представляет значительный интерес для этнокультурного туризма. В этом убеждает обращение к индейской тематике организаторов экскурсий на Кубе, в Доминиканской Республике. 

На территории Мексики расположены руины доколумбовых городов, привлекающие туристов историческим и культурным прошлым проживавших здесь народов.
Из-за общего наследия майя Мексика и Гватемала являются конкурентами на туристическом рынке. Но в отличие от Гватемалы, или менее известного постройками древних майя Гондураса, у Мексики помимо майя есть наследие ацтеков и других народов доколумбовых цивилизаций.
В прошлом центральные и южные области современной Мексики и часть стран Центральной Америки составляли Мезоамерику — историко-культурный регион, обладающий в наше время одним из самых больших во всем западном полушарии потенциалом к развитию этнокультурного туризма, так как здесь представлены практически все его подвиды.

### Азиатско-Тихоокеанский регион
Китай — одна из немногих стран мира, обладающих богатым природно-историческим наследием; здесь проживает внушительное число этносов и ярко проявляется лингвистическая разнородность населения. Носители языков сино-тибетской семьи соседствуют с народами алтайской семьи. Помимо Китая многие другие страны региона имеют репутацию уникальных или специфических с этнокультурной точки зрения, яркий пример тому — Камбоджа, где историко-культурные ресурсы приносят значительный доход от туризма.

### АвстралияиОкеания
В Австралии проживают сотни народов, при этом австралийцы выделяются наивысшим разнообразием, специфичностью и уникальностью различных стилей образа жизни. 
В последние годы возрос поток иностранных туристов с этнокультурной мотивацией, направляющихся в Новую Зеландию. В отличие от соседней Австралии в этой стране гораздо выше доля коренного населения (12—13 %). 

Океания традиционно рассматривается как рай для туризма: сказывается влияние фактора территориальной удаленности большинства архипелагов от ведущих очагов — доноров туристских потоков.

## Объекты этнокультурного туризма

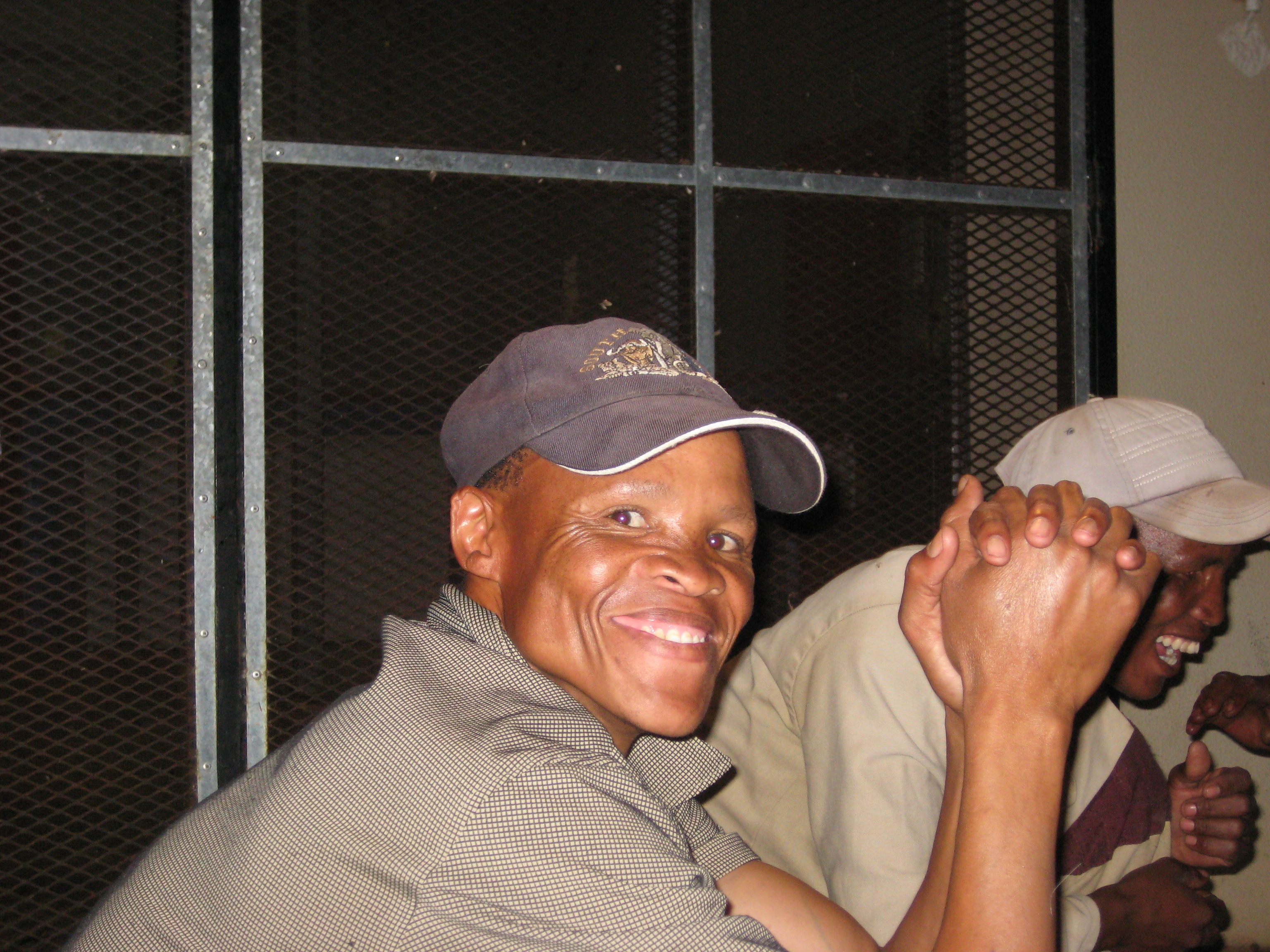
Бушмен в европейской одежде

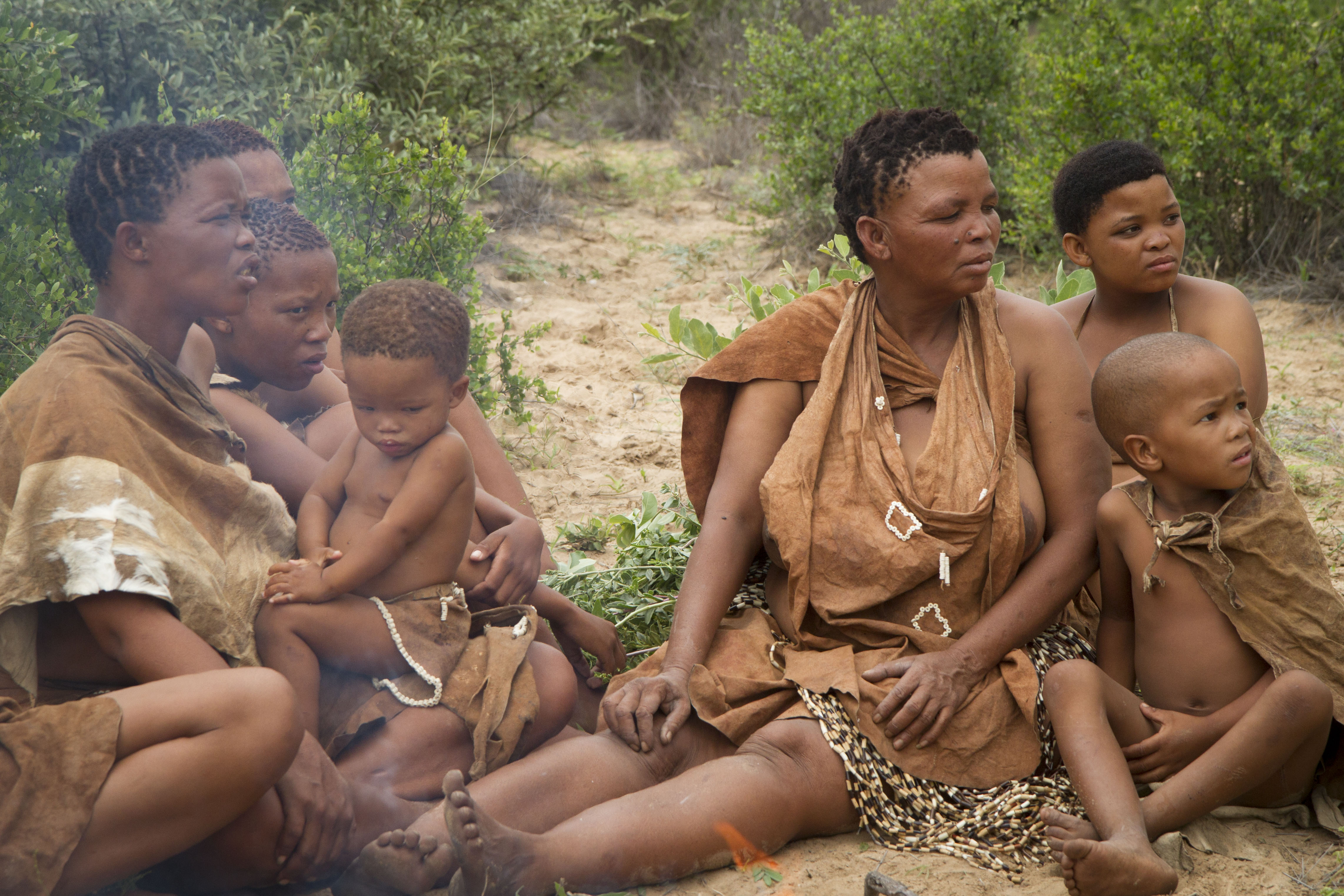
Бушмены в этнической одежде

Цель этнокультурного туризма — знакомство с племенами, живущими в первобытных условиях, сохраняя свой традиционный облик (в то время как народы, коими они же и являются, представляют узкоспециализированный интерес только для этнологов и этнографов). Индивид африканского племени из глубинки, в традиционном (книжно-телевизионном) понимании европейца, выглядит облаченным в набедренную повязку из пальмовых листьев, или в одежды, шитые из кусков звериных шкур, в то время как его столичный соплеменник — может носить строгий костюм и галстук, работая в офисе. Представители племён, зная об интересе туристов, нередко используют своё «дикарство», извлекая выгоду: возможность запечатления аборигенов в традиционной одежде на фоне глиняных и соломенных хижин, а также осмотр мест их компактного проживания без использования фото- и видеотехники зачастую имеют свой прейскурант цен. В некоторых странах есть целые деревни — музеи под открытым небом, население которых придерживается сложившихся в веках традиций и пропагандирует себя с этой позиции: аборигены деревни Бунлап на острове Пентекост (Вануату), бушмены этнического поселка «Трэйлблейзерс» близ города Ганзи в Ботсване и т. д.
Антропологический туризм охватывает изучение культур исчезнувших этнических общностей и мест их прежнего проживания для знакомства с современной культурой; а также предполагает посещение пунктов компактного проживания малочисленных народов и находящихся под угрозой исчезновения. Примерами изучения исчезнувших общностей могут быть экскурсии в Перу с целью знакомства с культурой инков, в Крыму — с культурой скифов; некоторой популярностью пользуются экскурсии к крымским караимам, находящимся под угрозой исчезновения.
Рассматривая этнические поселения аборигенов в качестве объектов этнокультурного туризма, таковые можно условно разделить на две группы: расположенные в труднодоступных районах (их посещение характерно для джайлоо-туризма), и — в удобных для туристических визитов местах, связь с которыми осуществляется налаженным движением общественного транспорта, или экскурсионных автобусов (иногда такие селения создаются специально с целью одновременного проживания и получения аборигенами прибыли от туризма). Второй случай, более массовый, востребован любителями отдыха, а первый — представляет интерес для тех, кто тяготеет к науке, знаниям и обладает выносливостью.

### Легкодоступные и искусственно созданные поселения
Ботсвана

Примером искусственно созданной этнической деревни может служить поселение бушменов «Трэйлблейзерс», расположенное неподалёку от городка Ганзи. Здесь натуралистично воссоздана атмосфера быта и условий проживания людей племени сан, обитатели хижин из глины и самана крытых соломой могут предложить национальные блюда бушменской кухни и исполнить традиционные танцы. 

Туристов, как правило, интересуют лишь те представители бушменов, которые сохранили первобытный облик, в то время как отдельных индивидуумов этого народа, одетых по-европейски можно видеть на улицах города Ганзи.
Китай

Старинное село Хунцунь находится в 11 километрах от уезда Исянь городского округа Хуаншань.
Деревня была основана в эпоху правления южной династии Сун, история этого места насчитывает более 900 лет. 

Посетители попадают на территорию, купив билет в рядом расположенной кассе. Жители деревни и их жилища служат предметом интереса многочисленных туристов.

Кения

Одна из деревень масаев, расположена на трассе Найроби — Момбаса, — пассажиры проезжающего транспорта видят её из окон. Оплату за посещение принимает человек из общины. 
Масаев в национальной одежде можно видеть на улицах городов в Кении и Танзании, этим они отличаются от других этнический групп, представители которых, переезжая в крупные населённые пункты, меняют внешний облик.

Лаос

Рядом с водопадом Па-Суам, в южной части страны, расположена этническая деревня (выстроенная с целью демонстрации туристам) народности лава, куда посетителей, по обыкновению, привозят в составе организованного тура.

### Труднодоступные и не часто посещаемые поселения
Эфиопия

Долина реки Омо — самое труднодоступное место на африканском континенте; здесь живут 16 племён, относящихся к разным этническим и языковым группам, которым удалось сохранить свою культуру и образ жизни. Среди них: арборе, ари, бена, боди, дасанеч, дорзе, кара, мурси, ньянгатом, сури, хамар.
Особый интерес для туристов представляют женщины племени мурси, которые, согласно традиции используют в качестве украшения керамические блюдца: 12-13-летним девушкам вставляется в разрез на нижней губе небольшая деревянная шайба, размер которой постоянно увеличивают, растягивая губу и, впоследствии, заменяют шайбу блюдцем, иногда для этого приходится выбивать нижние зубы.Мурси живут в Нижней долине реки Омо на юго-западе Эфиопии и насчитывают менее 10 000 человек. Они занимают территорию площадью около 2000 км² между реками Омо и Маго. 

Племя хамар (или хамер) лидирует по яркости своей одежды и украшений: браслеты и бусы — из бисера, им же расшиты козьи шкуры. Женщины носят длинные волосы, из которых при помощи глины формируют дреды. Мужчины выстраивают из волос некое подобие шапки, украшая причёску птичьими перьями и бисером. В число традиции этого племени входят скачки по спинам быков среди мужчин, и ритуальное избиение прутьями — для женщин (на которое они идут добровольно). 

Уганда

Карамоджонг (или карамоджо) — нилотский скотоводческий народ, населяющий северо-восточную часть Уганды. Население собственной страны считает их отсталыми. За последние сто лет, с тех пор как карамоджо стали известны европейцам, их образ жизни почти не изменился: как и прежде ходят голыми, покрывая голову чем-то вроде парика, сплетенного из подручной растительности.

Тва или батва — одна из самых известных групп пигмеев, разбросанных по экваториальной Африке. Как и все другие африканские пигмеи, тва, средний рост которых составляет около 5 футов (1,5 м), являются людьми смешанного происхождения, вероятно, потомками коренных жителей экваториальных тропических лесов. Небольшая община представителей этого племени живёт в тропическом лесу, в двух километрах от просёлочной дороги, соединяющей города Форт-Портал и Бундибугио.

Намибия

Химба описаны в туристической литературе как «народ каменного века». Место компактного проживания племени — провинция Каоколенд, расположенная на севере страны близ границы с Анголой. Первобытный образ жизни остался для этих людей естественным: они ведут полукочевое родоплеменное существование в зонах почти совершенно безжизненной пустыни, в условиях жесточайшего дефицита воды. Химба живут скотоводством. Продавая в редких и особых случаях скот, добывают немного денег. Используемая посуда — сосуды из тыквы, иногда заменяемые большими пластиковыми бутылями из-под питьевой воды.

Танзания

Племя скотоводов барабаиг, проживающее главным образом в той части Северного вулканического нагорья, где доминирует Гора Хананг, является наиболее известным и многочисленным субплеменем этнической группы датога.
Барабайг строят загоны из колючего кустарника в форме восьмерки, причем одна петля используется как крааль для скота, а другая, по обыкновению, облицована хижинами с плоскими крышами.

Кения

МОСАРЕТУ — содружество четырёх племён, обитающих на берегу озера Туркана, в районе населённого пункта Лойянгалани: эль-моло, самбуру, рендилле и туркана. Туристы попадают в эти места двумя способами: вместе с кеннийцами на «общественном транспорте» — больших грузовиках с товаром, располагаясь поверх груза; либо на арендованном джипе. Посещение народа эль-моло, находящегося на грани исчезновения, можно отнести к тому не частому случаю, когда аборигенный (туземный) туризм пересекается с антропологическим.

Лесото

Интересен народ басуто, проживающий в нечасто посещаемой туристами стране с не очень благоприятными температурными условиями и сложным рельефом (вся территория находится выше 1400 м над уровнем моря).

Западное Папуа

Дани, или ндане — народ, сохранивший традиции, проживающий в центральных высокогорных районах Западной Новой Гвинеи. Немногочисленные туристы и местные жители попадают в эти места воздушным транспортом, — наземного пути нет. Дороги туда ещё не построили, но в Вамене есть большой аэропорт.Их любовь к «переодеванию» проявляется во время войны: бивни кабана в носу и головные уборы из перьев райских птиц. Единственный элемент одежды мужчин — длинные и тонкие котеки; женщины носят короткие юбки, ниже ягодиц, сотканные из волокон орхидеи, украшенные соломой, и незаменимые тканые сумки, называемые «нокен», на спине

Вануату

На острове Пентекост, в небольшой деревне Бунлап, куда попасть можно только по узкой горной тропе из деревни Ранвас, проживают люди, сохранившие традиции предков. Это самая известная из множества традиционных деревень (бисл.  kastom villages), жители которых стремятся сохранить свой образ жизни с минимальным влиянием глобализации . В отличие от некоторых других подобных селений, которые остаются строго закрытыми для иностранцев, Бунлап в последние годы получил большую прибыль от туризма.

## Галерея

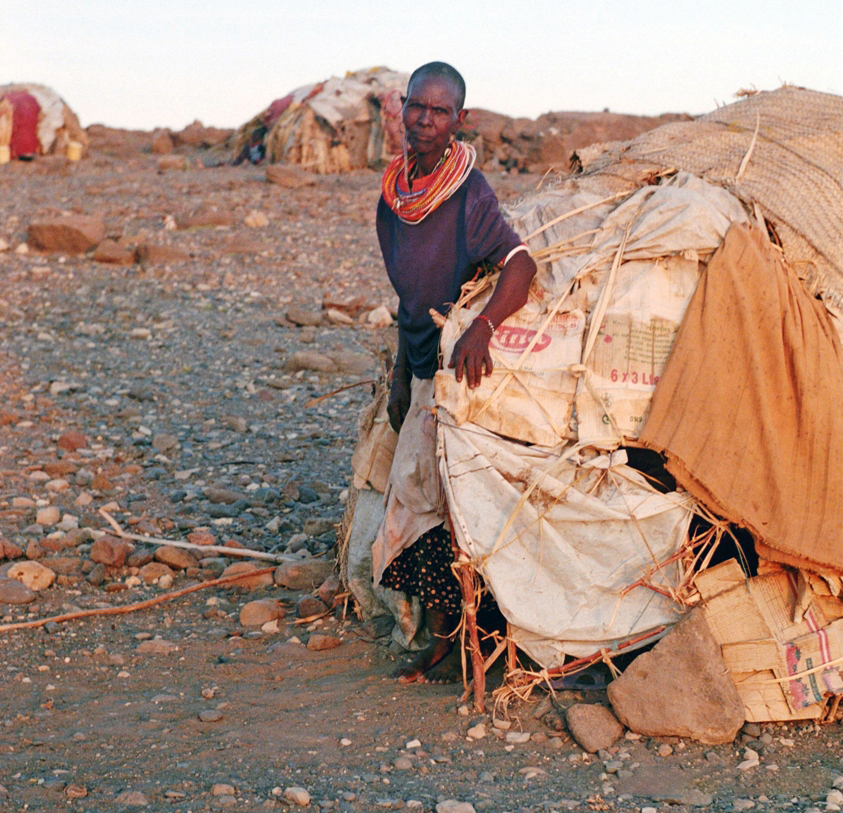
Эль-моло в Кении
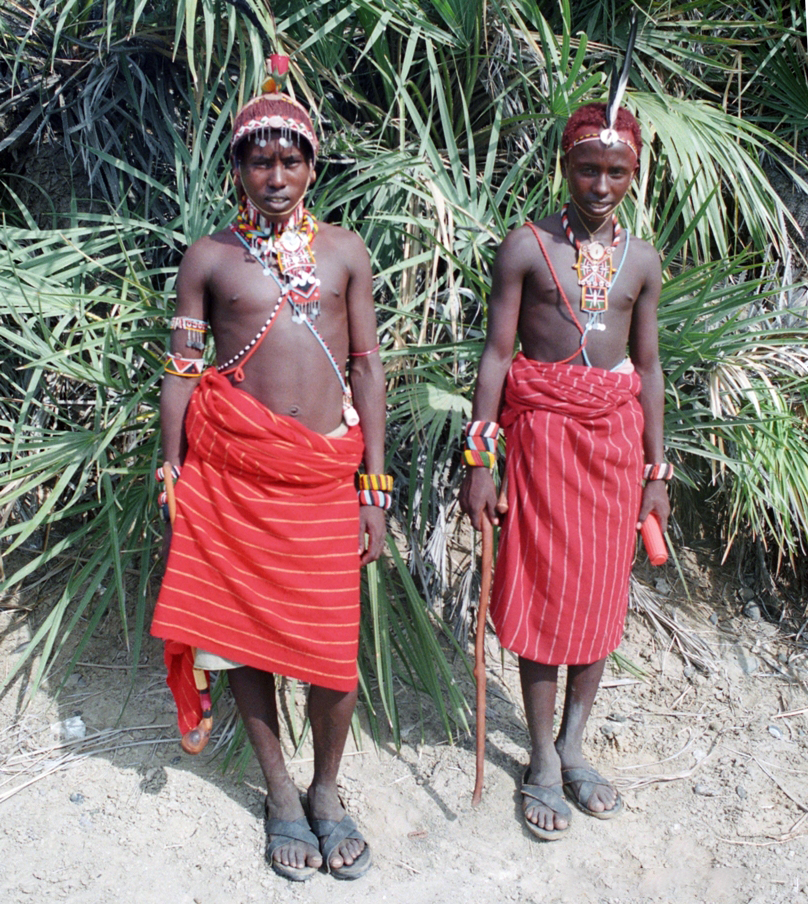
Самбуру в Кении
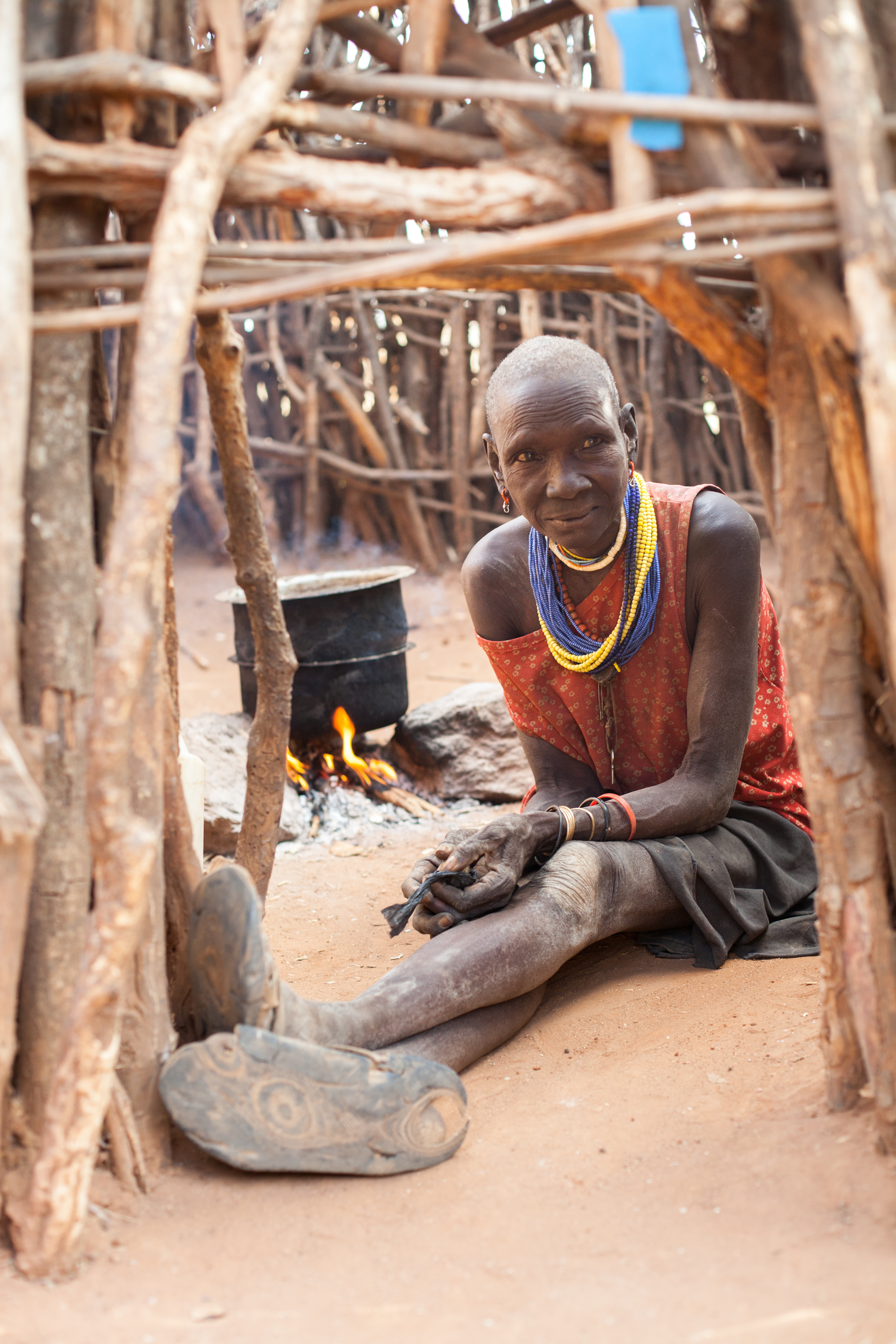
Карамоджонг в Уганде
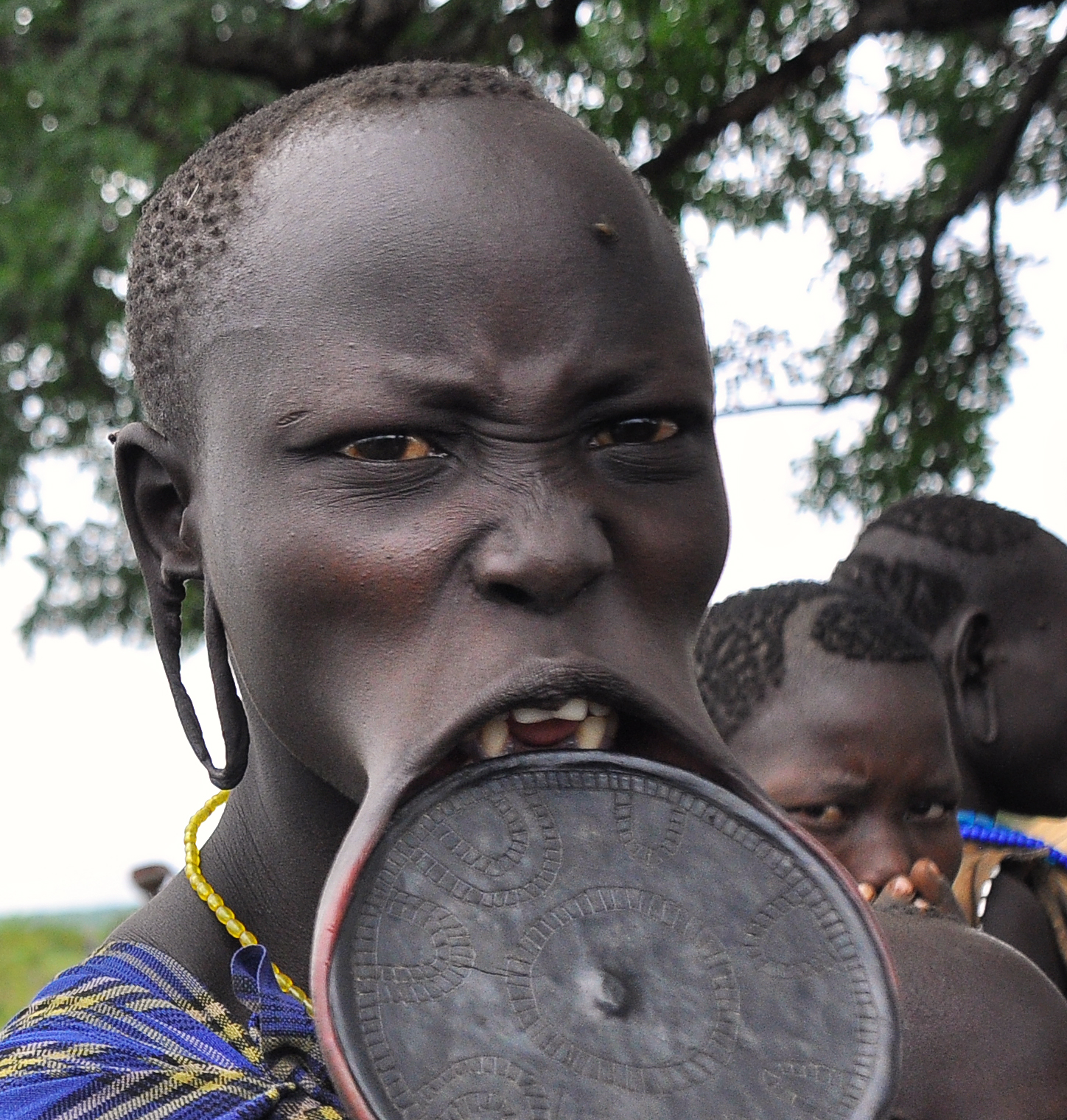
Мурси в Эфиопии
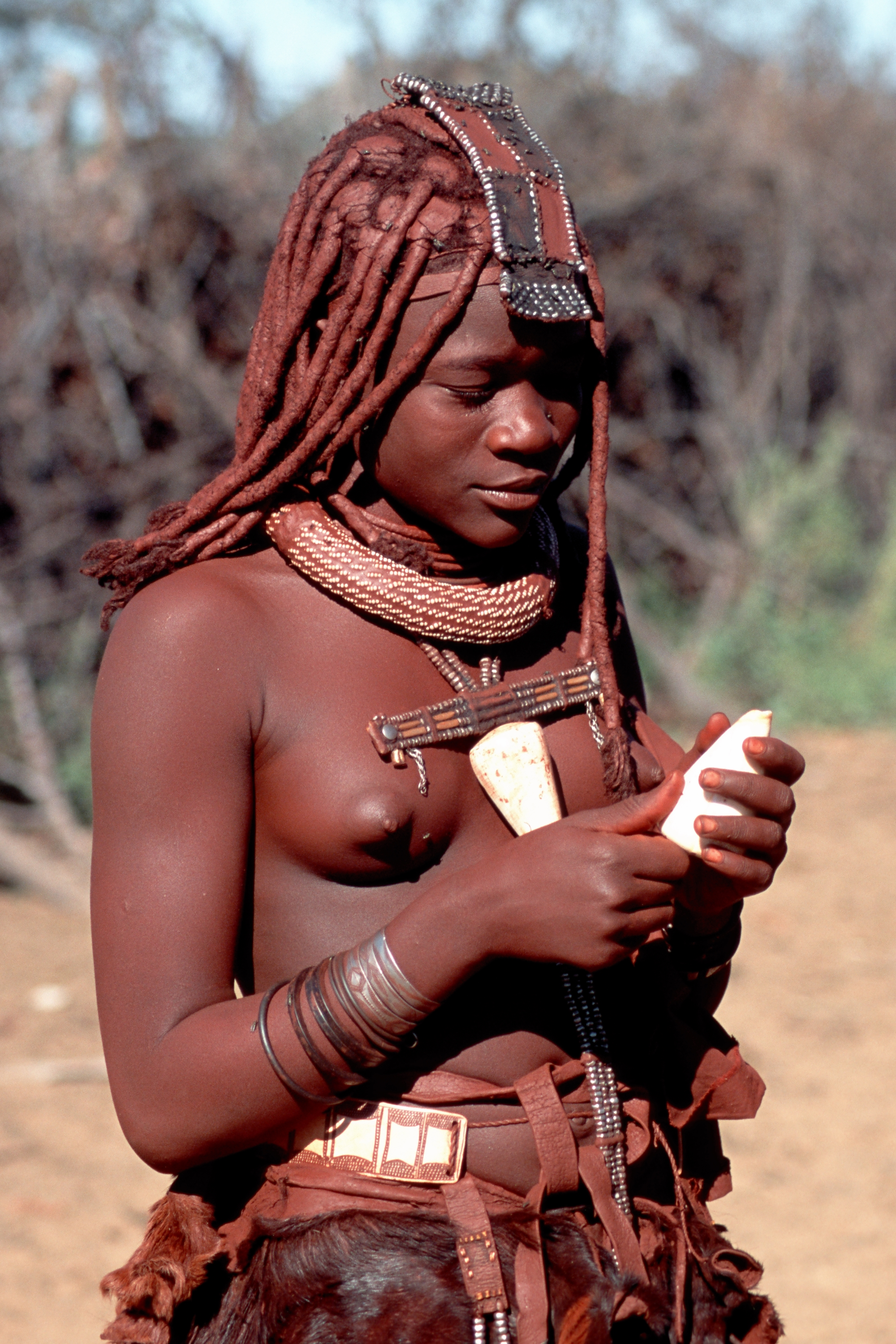
Химба в Намибии
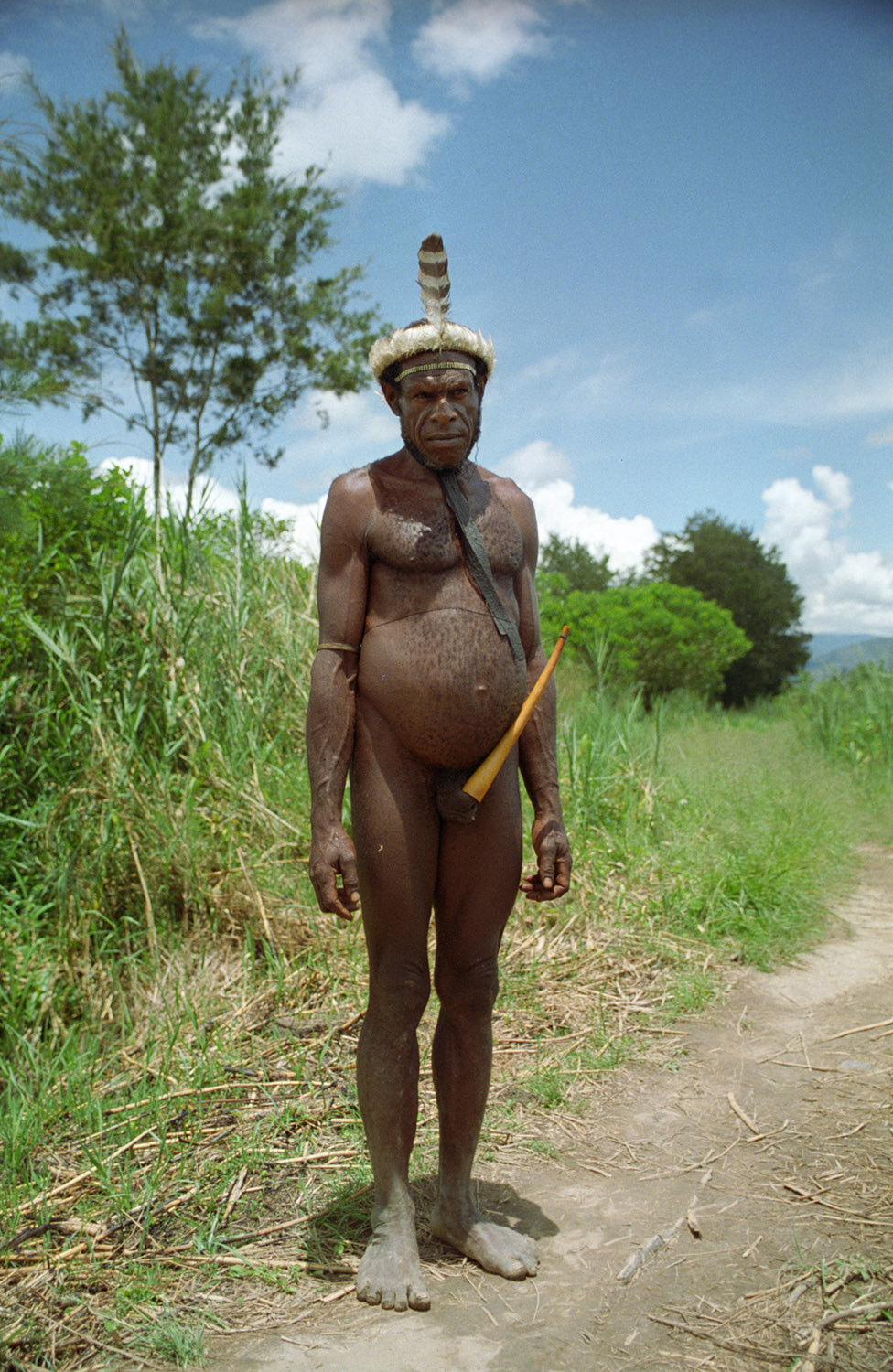
Ндане, Западное Папуа
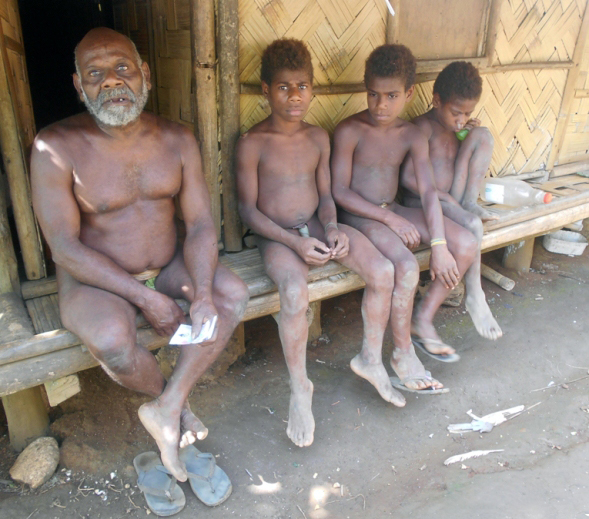
Ни-вануату на острове Пентекост